# Letnie Grand Prix w skokach narciarskich w Niżnym Tagile
Letnie Grand Prix w skokach narciarskich w Niżnym Tagile – zawody skoków narciarskich, rozegrane w 2013 roku na skoczni Aist, która gości od sezonu 2014/2015 zawody Pucharu Świata. Od 2015 roku zawody LGP w Rosji odbywają się na skoczni Snieżynka w Czajkowskim.

## Podium poszczególnych konkursów LGP w Niżnym Tagile

### Mężczyźni
| Lp | Data       | Rozmiar skoczni | Uwagi | 1. miejsce    | 2. miejsce    | 3. miejsce                     |
| -- | ---------- | --------------- | ----- | ------------- | ------------- | ------------------------------ |
| 1. | 14.09.2013 | HS106           | -     | Anders Bardal | Tom Hilde     | Jakub Janda                    |
| 2. | 15.09.2013 | HS134           | -     | Jakub Janda   | Jernej Damjan | Krzysztof Biegun Anders Bardal |

### Kobiety
| Lp | Data       | Rozmiar skoczni | Uwagi | 1. miejsce     | 2. miejsce    | 3. miejsce        |
| -- | ---------- | --------------- | ----- | -------------- | ------------- | ----------------- |
| 1. | 14.09.2013 | HS106           | -     | Sara Takanashi | Coline Mattel | Katja Požun       |
| 2. | 15.09.2013 | HS106           | -     | Sara Takanashi | Coline Mattel | Katharina Althaus |